# コラボ de ハジベスト。
『コラボ de ハジベスト。』はハジ→の2枚目のベスト・アルバム。2017年12月13日にEMI Recordsから発売された。

## 概要
- これまで行ってきた様々なアーティストとのコラボ楽曲を収録した初のコラボベストアルバム。個人名義でのコラボ楽曲や他人名義でのコラボ楽曲に加え、新たなコラボ楽曲も3曲収録されている。
- 初回限定盤には、メジャーデビュー以降にリリースされたシングルとアルバム収録曲のMUSIC VIDEOを収録したDVDを付属。

## 収録曲
1. ラブレター。feat. 井上苑子
  - 作詞・作曲：ハジ→

新曲
2. 恋ノ夢。 feat. erica
  - 作詞：ハジ→・erica 作曲：ハジ→

メジャー10thシングル
3. 記念日。feat. miwa
  - 作詞・作曲：ハジ→・miwa

ベストアルバム『ハジベスト。』収録。
4. 指輪と合鍵。feat. Ai from RSP
  - 作詞・作曲：ハジ→・Ai

インディーズ1stミニアルバム『ハジバム。』収録。
5. 赤い糸 feat. ハジ→ / SA.RI.NA
  - 作詞・作曲：SA.RI.NA・ハジ→

SA.RI.NAの2ndミニアルバム『光-HIKARI-』収録。
6. 夜空。feat. ハジ→ / miwa
  - 作詞・作曲：miwa・ハジ→

miwaの18thシングル『夜空。feat.ハジ→/ストレスフリー』収録。
7. あなたと明日も feat. ハジ→ & 宇野実彩子(AAA) / SPICY CHOCOLATE
  - 作詞：ハジ→ 作曲：DJ CONTROLER・U.M.E.D.Y.・Wolf Junk・ハジ→

SPICY CHOCOLATEの配信シングル。
8. 音楽のチカラ。feat. TEE
  - 作詞・作曲：ハジ→・TEE

メジャー2ndアルバム『超ハジバム2。』収録。
9. Dreamland。 feat. RED RICE (from 湘南乃風), CICO (from BENNIE K)
  - 作詞：BENNIE K・ハジ→・RED RICE 作曲：BENNIE K・Mine-Chang・ハジ→・RED RICE

メジャー8thシングル
10. さよなら〜All Night Long〜 / ハジメノヨンポ
  - 作詞・作曲：ハジメノヨンポ

ハジメノヨンポのアルバム「帰ってきたヨンポ」収録。
11. たからもの。feat. SA.RI.NA
  - 作詞・作曲：ハジ→・SA.RI.NA

インディーズ2ndミニアルバム『ハジバム2。』収録。
12. 夢があるから。feat. 何故ナツミ
  - 作詞・作曲：ハジ→

新曲
13. 未来へ。〜to the future〜 feat. K+, カノン・ドレミ
  - 作詞・作曲：ハジ→・K+

新曲

### DVD(初回盤のみ)
1. Only One。
2. ぱぴぷぺぱーり→。
3. for YOU。
4. White Winter Love。
5. 卒業サヨナラ。
6. sumire。
7. 君と。
8. 記念日。feat. miwa
9. 絆。
10. Dreamland。feat. RED RICE (from 湘南乃風), CICO (from BENNIE K)
11. BEER TALK。
12. 約束。
13. おやじ。
14. 道。
15. 恋ノ夢。feat. erica